# Red (obra de teatro)
Red es una obra de teatro, estrenada en Londres en diciembre de 2009 y escrita por John Logan. La producción original fue dirigida por Michael Grandage.

## Sinopsis
Red abarca la vida del pintor Mark Rothko. Un genio enfadado, brillante, de fuertes opiniones y conversación didáctica. Estos elementos son utilizados por el autor, Logan, para crear un impactante estudio de un intelecto único, su proceso de creación artística, los métodos y el propósito del trabajo de Rothko.

## Reconocimientos
La obra de teatro logró ganar en el año 2010 Premio Drama League por Mejor producción en obra y Mejor interpretación para Alfred Molina por su papel de Mark Rothko.
También fue nominada en un total de siete premios Tony, ganando un total de seis estaquillas incluyendo:Mejor obra, coreografía, Mejor dirección para Michael Grandage, Mejor puesta en escena en obra para Christopher Oram, Mejor iluminación para Neil Austin y Mejor sonido original para Adam Cork.

## Otras producciones
En 2011 "Rojo" fue estrenada en la Ciudad de México en el teatro Helénico, protagonizada por Víctor Trujillo y Alfonso Dosal bajo la producción de Juan Torres. La maravillosa producción y memorables actuaciones le merecieron varios premios dentro del gremio teatral en México, y su público ha pedido en repetidas ocasiones que la obra se reponga.
En octubre de 2013 "Rojo" fue estrenada en Chile en el Centro Mori Bellavista teatro, protagonizada por Luis Gnecco y Martin Bacigalupo, dirigida por Rodrigo Sepúlveda y producida por The Cow Company.
Geva Theatre Center in Rochester, NY estrenó la obra "Rojo" el 20 de noviembre de 2015 protagonizada por Stephen Caffrey como Mark Rothko y John Ford-Dunker como Ken. Dirigida por Skip Greer, la producción estuvo a caro de Robert Koharchik.
"Rojo" estrenada en el New National Theater - The PIT, Tokio, Japón el 21 de agosto de 2015, protagonizada por Tanaka Tetsushi Tanaka como Rothko y Oguri Shun Oguri como Ken, dirigida por Eriko Ogawa.
En junio de 2016 "Rojo" se estrenó en Caracas (Venezuela) bajo la alianza de La Caja de Fósforos Archivado el 27 de junio de 2020 en Wayback Machine. (sala de teatro)  con la Embajada Norteamericana, en el marco del Festival de Teatro Contemporáneo Norteamericano. Protagonizada por Basilio Álvarez como Rothko y Gabriel Agüero como Ken, bajo la dirección de Daniel Dannery
El 29 de octubre de 2016, "Rojo" fue estrenada en The Junction en Dubái. Protagonizada por Osman Aboubakr como Rothko y Mario Silva como Ken, bajo la dirección de Alex Broun.
En junio de 2018 "Rojo" se estrenó en España en Theatre for the People. Protagonizada por Antonella Broglia como Rothko y Javier Paredes como Ken, bajo la dirección de Adán Black.
En septiembre de 2018 se estrenará una nueva producción de "Rojo" en España, con Juan Echanove como Rothko y Ricardo Gómez como Ken, bajo la dirección de Gerardo Vera.
En mayo de 2019 se reestrena la producción de "Rojo" de Theatre for the People, protagonizada de nuevo por Antonella Broglia como Rothko y con Miguel Brocca como Ken, bajo la dirección de Adán Black. El 15 de junio esta misma producción se estrenó en el Museo Nacional Thyssen-Bornemisza como parte del programa de actividades para amigos del museo.